# 152-es busz (Budapest)
A budapesti 152-es jelzésű autóbusz Csepelen, a Belváros – Erdőalja – Királyerdő – Kertváros – Belváros útvonalon közlekedik körjárati jelleggel. A legtöbb menet végállomása Csepel, Szent Imre tér buszállomás, azonban bizonyos menetek csak a Horgásztanya megállóig közlekednek. A viszonylatot az ArrivaBus üzemelteti. Ellentétes irányban a 71-es busz közlekedik.

## Története
1983. október 3-án a Kalamár József utca (ma Szent István út) Szőlős és Erkély utca közötti szakaszát csatornaépítési munkálatok miatt részlegesen lezárták, annak elkészültéig az 52-es busz terelt útvonalon közlekedett, mellette 152-es jelzéssel új járat indult Csepel, Tanácsház (ma Szent Imre) tér és a Repkény út között. 1984. szeptember 1-jétől az 52-es busz ismét az eredeti útvonalán járt, de az ideiglenesnek szánt 152-est a lakosság kérésére véglegesítették. 2011. december 12-től a vonalon az első ajtós felszállási rend lépett életbe. 2020. október 3-ától körjáratként közlekedik, Királyerdőig eredeti útvonalán, onnan a Szent Imre térre a 71-es busz korábbi útvonalán érkezik vissza.

## Járművek
A vonalon kezdetben Ikarus 280 típusú autóbuszok közlekedtek. 1999-ben az alacsony kihasználtság miatt a járműveket Ikarus 260-asokra cserélték, ezt követően a 2008-as paraméterkönyv életbe lépéséig ezek a járművek közlekedtek. A paraméterkönyv bevezetése után (2008. augusztus 21.) 4 Ikarus 260-as (tanszünetben 3; év-végi menetrendben 2; hétvégén csak 1) és 1 Alfa Localo típusú autóbusz közlekedett. 2010. augusztus 31. és október 30. között hétköznapra a vonal teljesen az alvállalkozó (VT-Transman, napjainkban ArrivaBus) kezébe került.[forrás?] 2012. május 1-jétől a szerződés nem került meghosszabbításra, így ismét a BKV Dél-pesti Divíziója állította ki a járműveket.[forrás?] Az új szerződés megkötése után a vonalra visszatértek az Alfa Localók, majd a Volvo 8500-asok beszerzése után, azok kerültek a vonalra az Ikarus 260-asok és a VT-Transman MAN SL 223-asa mellé.[forrás?] 2014 őszétől az kocsikiadási átszervezések miatt néhány esetet eltekintve a vonalon a BKV Ikarus 412-esei és Ikarus 260-asai, valamint a VT-Arriva MAN SL 223-asai közlekedtek.[forrás?] (Az Ikarus 412-esek helyett néha a VT-Arriva adott ki Volvo 8500-asokat, ritkább esetben[forrás?] Alfa Localót vagy Mercedes Citaro C1-t/C2-t.[forrás?] A BKV-tól pedig néha Van Hool A300 vagy newA330CNG jelent meg a vonalon, ha nincs hadrafogható 412-es.) 2015. május 4-étől ezen a vonalon is forgalomba állt 2 a dél-budapesti járatokra szóló szerződés keretében a VT-Arrivához érkezett MAN Lion’s City. Július 1-jétől hétköznap további 2 MAN Lion’s City került a vonalra, így hétköznap (tanítási szünetben) az összes indulást alacsony padlós jármű teljesíti. Július 11-étől hétvégén az 1 db Ikarus 260-as helyett a VT-Arriva Volvo 8500-asai vagy Alfa Localói közül járt egy db. Napjainkban kizárólag az ArrivaBus MAN Lion’s City típusú autóbuszai közlekednek a vonalon.

## Útvonala
| Szent Imre tér → Királyerdő út → Horgásztanya → Szent Imre tér (körforgalom) |
| Csepel, Szent Imre tér vá. – Károli Gáspár utca – Kossuth Lajos utca – Szent István út – Erdőalja út – Völgy utca – Szentmiklósi út – Csepel, Királyerdő út mh. – Szentmiklósi út – Királyerdő út – Hollandi út – Határ utca – Késmárki utca – Szebeni utca – Kassai utca – Katona József utca – Kolozsvári utca – Rákóczi tér – Széchenyi István utca – Táncsics Mihály utca – Károli Gáspár utca – II. Rákóczi Ferenc út – Vermes Miklós utca – Kiss János altábornagy utca – Csepel, Szent Imre tér vá. |

## Megállóhelyei
Az átszállási kapcsolatok között az azonos útvonalon, de ellentétes irányban közlekedő 71-es busz nincs feltüntetve.
| 0  | Csepel, Szent Imre tér induló végállomás  |                                                                                      |
| 2  | Karácsony Sándor utca                     | 35, 36, 148, 151, 159                                                                |
| 3  | Széchenyi István utca                     | 35, 36, 148, 151, 159                                                                |
| 5  | Sporttelep                                | 148                                                                                  |
| 7  | Völgy utca                                | 35, 36                                                                               |
| 8  | Festő utca                                |                                                                                      |
| 10 | Varrógép utca                             | 159                                                                                  |
| 10 | Tihanyi utca                              |                                                                                      |
| 11 | Fátra utca                                |                                                                                      |
| 12 | Olt utca                                  |                                                                                      |
| 13 | Uzsoki utca                               |                                                                                      |
| 14 | Csorbatói utca                            |                                                                                      |
| 15 | Csepel, Királyerdő út                     |                                                                                      |
| 16 | Vihorlát út                               |                                                                                      |
| 17 | Csepel, Horgásztanya vonalközi végállomás |                                                                                      |
| 17 | Szent István út                           | 148                                                                                  |
| 18 | Csepel, Soroksári rév                     | 148                                                                                  |
| 19 | Ladik utca                                |                                                                                      |
| 20 | Csepel csónakház                          |                                                                                      |
| 21 | Strandfürdő                               |                                                                                      |
| 22 | Hollandi csárda                           |                                                                                      |
| 23 | Határ utca                                | 151                                                                                  |
| 24 | Lőcsei utca                               | 151                                                                                  |
| 25 | Kikötő utca                               |                                                                                      |
| 26 | Kassai utca                               |                                                                                      |
| 28 | József Attila utca                        |                                                                                      |
| 29 | Komáromi utca                             |                                                                                      |
| 29 | Kolozsvári utca                           |                                                                                      |
| 30 | Görögkatolikus templom                    |                                                                                      |
| 31 | Bajcsy-Zsilinszky út                      | 151                                                                                  |
| 32 | Görgey Artúr tér                          |                                                                                      |
| 34 | Deák tér                                  |                                                                                      |
| 36 | Kossuth Lajos utca                        | 35, 36, 38, 38A, 138, 148, 151, 159, 179, 238, 278 688, 690                          |
| 38 | Szent Imre tér H                          | 35, 36, 38, 38A, 138, 148, 151, 159, 179, 238, 278 672, 673, 674, 675, 676, 688, 690 |
| 40 | Kiss János altábornagy utca               | 38, 38A, 138, 159, 179, 238, 278 688, 690                                            |
| 41 | Csepel, Szent Imre tér érkező végállomás  | 35, 36, 38, 38A, 138, 148, 151, 159, 179, 238, 278 688, 690                          |

## Galéria

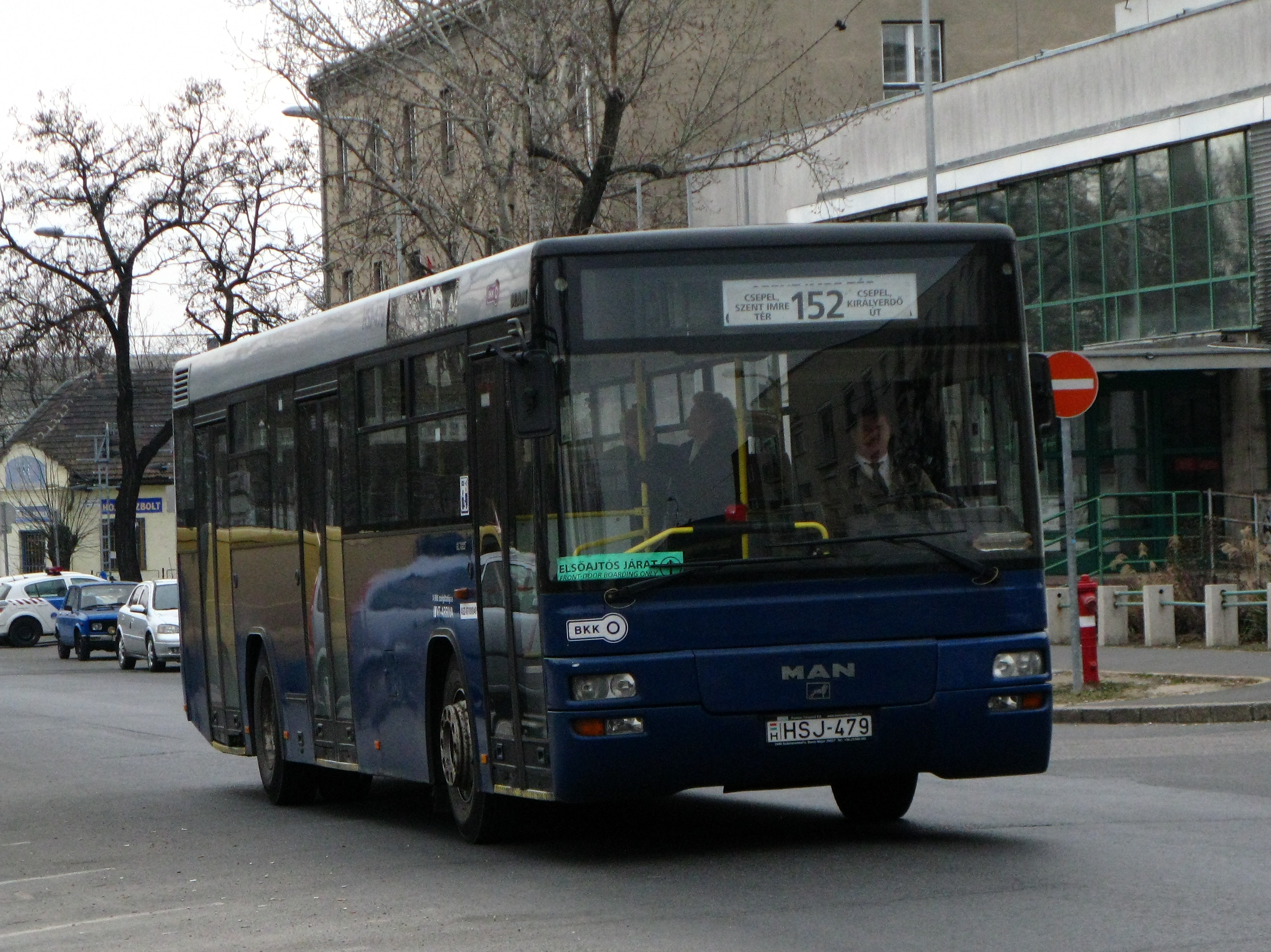
A VT-Arriva MAN SL 223-asa halad a Vermes Miklós utcában a Szent Imre téri végállomás felé (2015.02.22.)
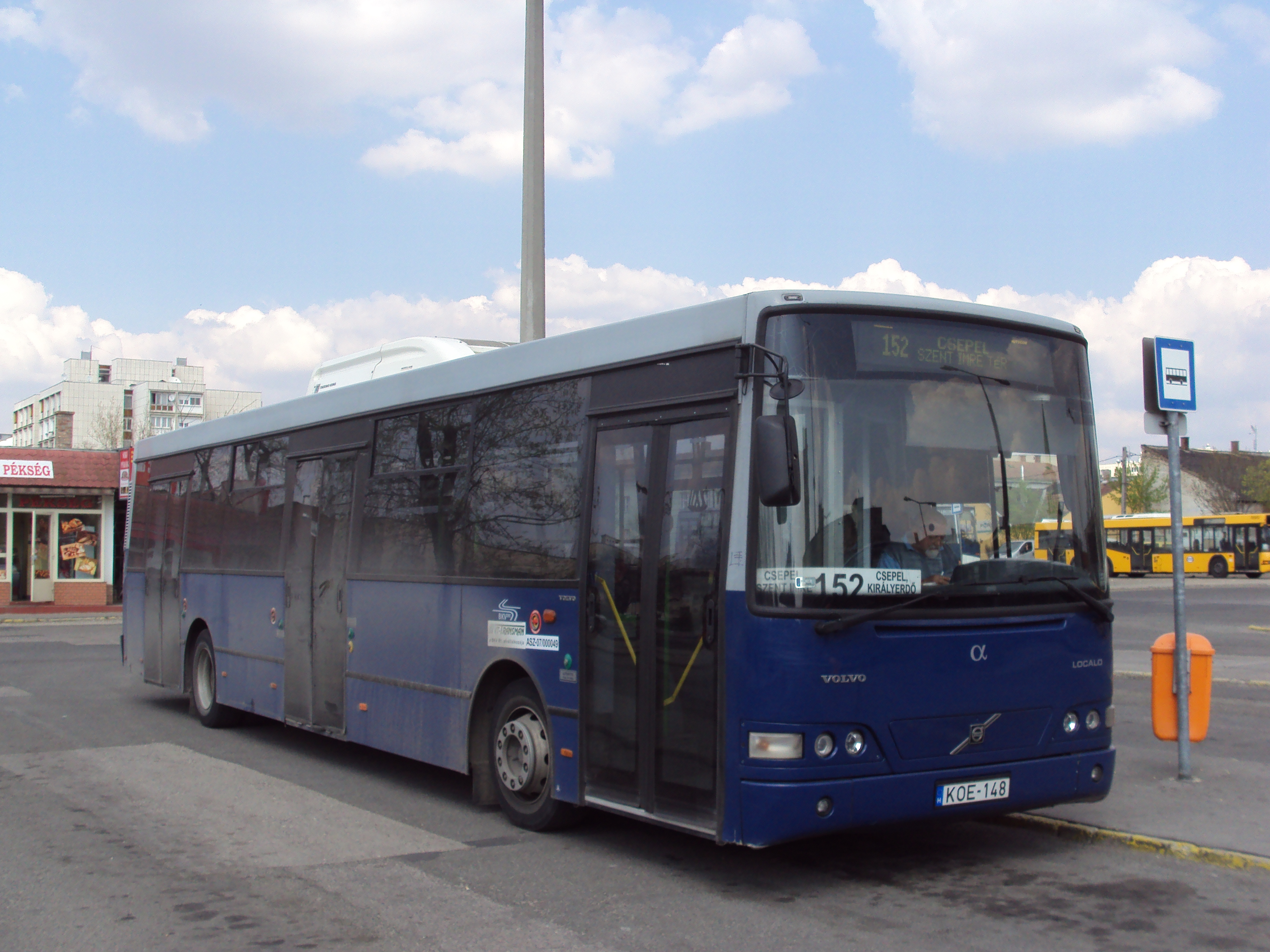
A VT-Transman tulajdonában lévő Alfa Localo típusú busz a 152-es busz Csepel, Szent Imre tér végállomásán (2010.06.14.)
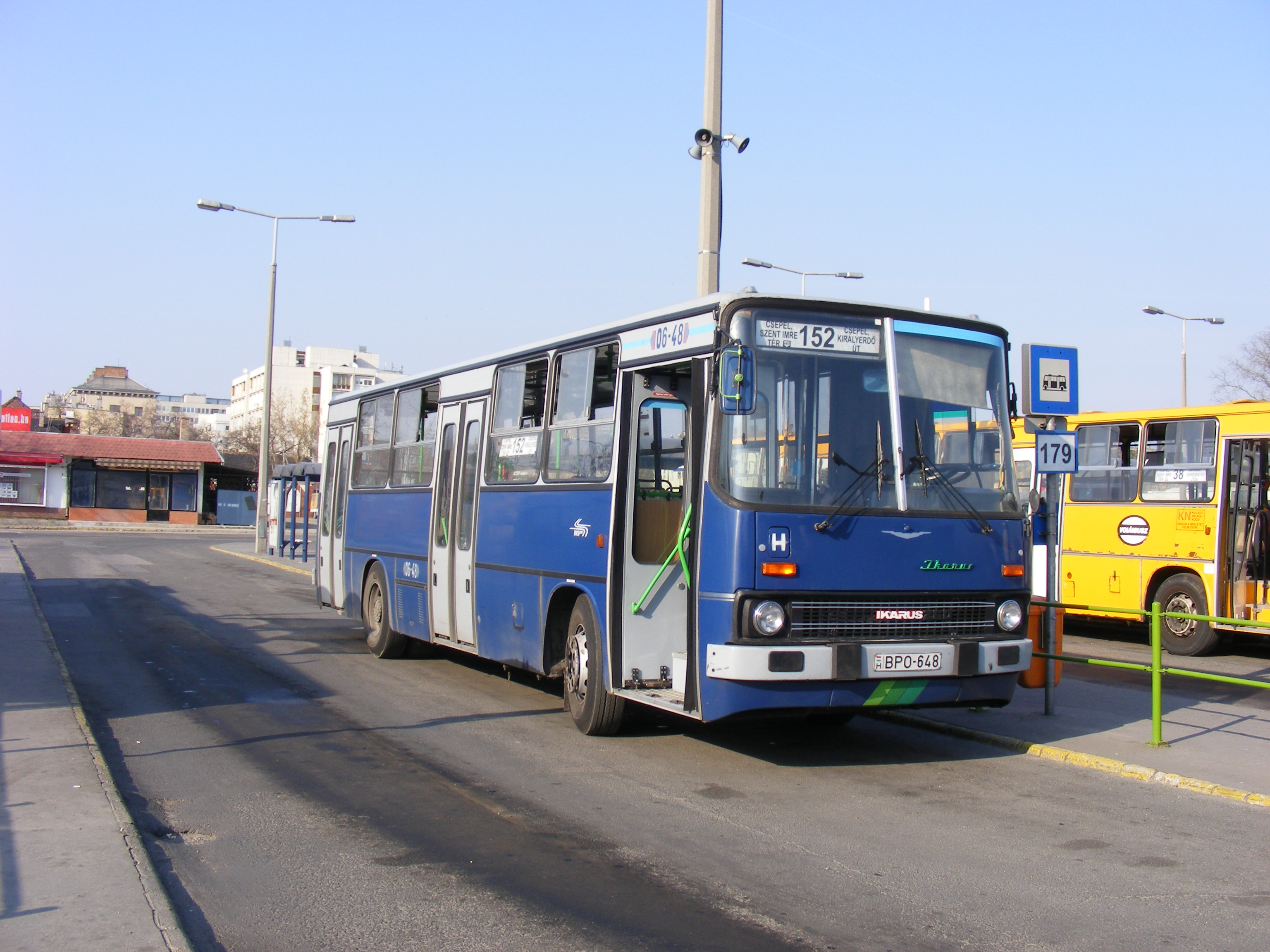
A 152-esen néha megfordultak igen érdekes, a BKV alkalmazottai által szeretett és feldíszített járművek is (2009.04.04.)
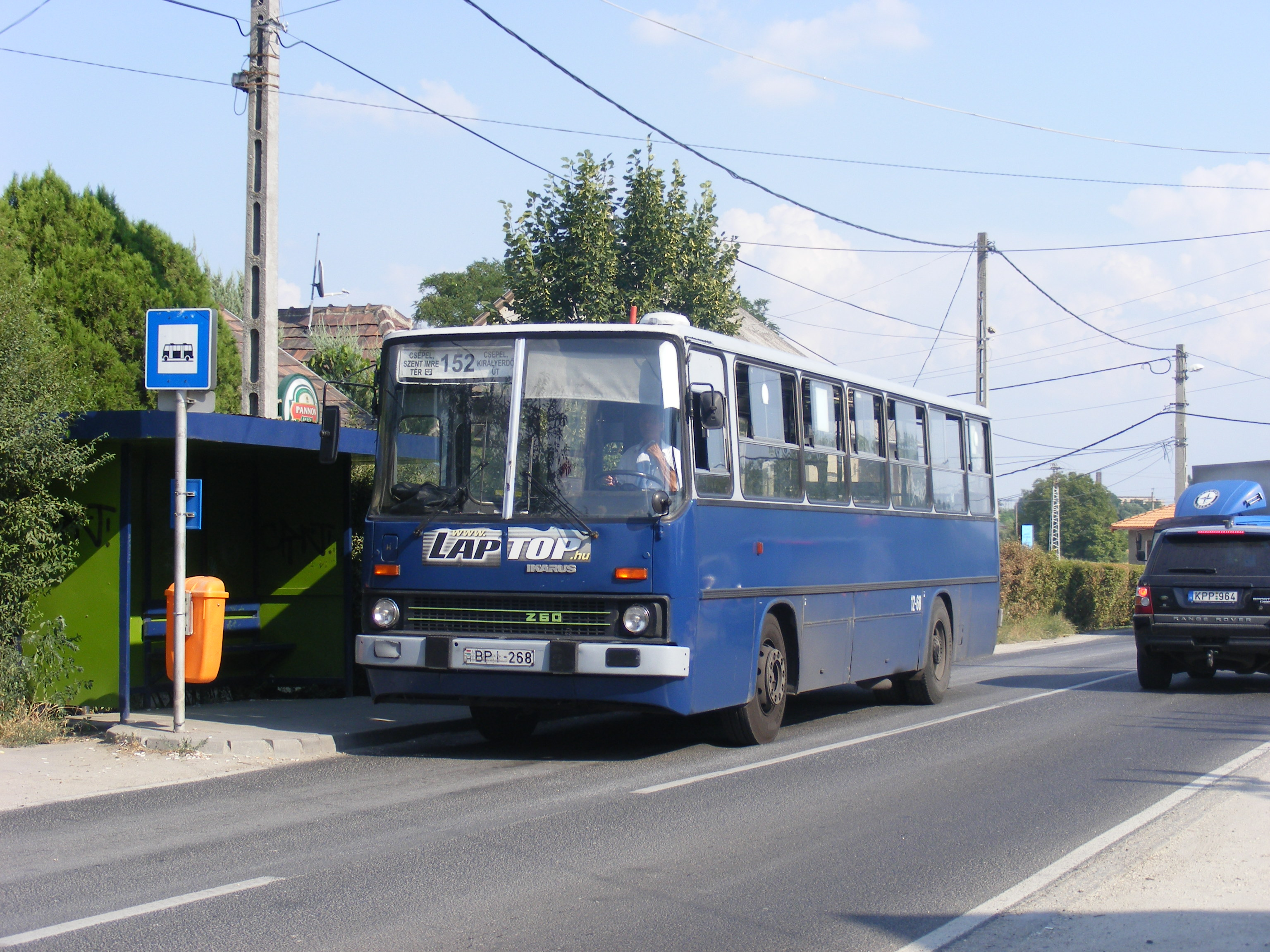
152-es busz a másik végállomáson. A vonalon végigutazva, a panelházak helyett kertvárosi környezet fogad minket (2010.07.22.)
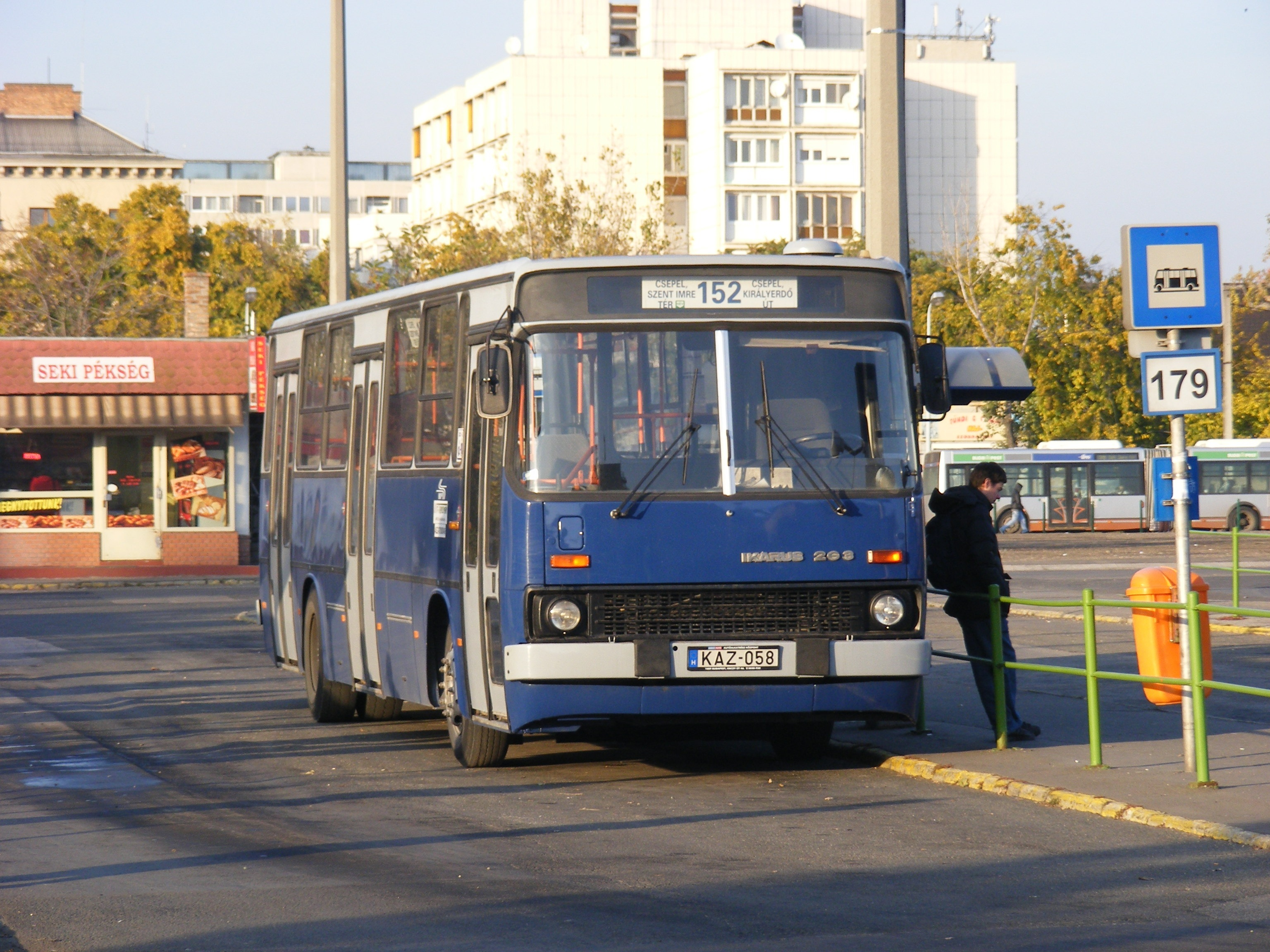
Egy Ikarus 263-as az utolsó előtti munkanapján, 2010. október 28-án.